# Michael Salla

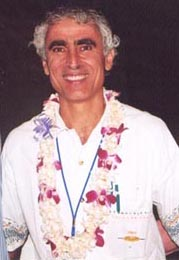
Michael Salla.

Michael Emin Salla, född 25 september 1958 i Melbourne, är en forskare i internationell politik som avskedades från American University i Washington, D.C. Han ägnar sig att studera exopolitik efter att han hade blivit övertygad om verkligheten bakom utomjordiskt liv under år 2001.
Under hans tidigare karriär var han specialiserad på etniska konflikter i Kosovo, Östtimor och Sri Lanka. Salla satte ihop en grupp med östtimoranska och indonesiska intellektuella vars mål var att lösa konflikten i Östtimor. I dagens läge hävdar Salla att alla internationella konflikter kommer ur det att man håller sanningen om utomjordiskt liv hemligt. Han påstår att han har formella bevis på att det kan finnas så många som 17 olika utomjordiska civilisationer som har kontakt med människan, medan ännu fler bara övervakar jorden och undviker kontakt.

## I media

### Böcker
- Essays of Peace: Paradigms for Global Order (1995)
- Why the Cold War Ended: A Range of Interpretations (1995)
- The Hero's Journey Toward a Second American Century (2002)
- Exopolitics: Political Implications of Extraterrestrial Presence (2004)

### Webbfilmer
- Safespace - Fastwalkers - Vintern 2006

## Exopolitik
Exopolitik (eng: Exopolitics) är en studie av relationen mellan mänskligheten och utomjordiska relationer.

### Termen "exopolitik"
Termen exopolitik formades i en e-bok skriven av Alfred Labremont Webre under år 2000: Exopolitics: Towards a Decade of Contact. Exopolitik kan inte hittas i någon vanlig ordbok, men kan hittas på Wiktionary och Meriam Webster Open Dictionary.

### Exopolitik inom vetenskapen
Exopolitik är inte en vanlig akademisk disciplin. Frågan om utomjordiskt liv är teoretiskt viabel, men utomjordisk kontakt eller vittnande om utomjordisk teknologi är väldigt tunn i den vetenskapliga världen.
Själva frågan med exopolitik handlar om vilka ramar man ska hålla sig i då människan har kontakt med utomjordingar.

### Folklig exopolitik
Medan det har funnits många påståenden om möten med utomjordiska civilisationer, har de sällan haft någonting med politik att göra. Endast på senaste tid har man seriöst börjat diskutera exopolitik - bland annat under konferensen i Washington DC i år 2005.